# 더 휴먼 코미디
《더 휴먼 코미디》(The Human Comedy)는 미국에서 제작된 클래런스 브라운 감독의 1943년 코미디 드라마 영화이다. 윌리엄 서로이언의 1943년 동명의 소설 The Human Comedy에 기반을 둔 것으로 간주된다. 미키 루니 등이 주연으로 출연하였고 클래런스 브라운 등이 제작에 참여하였다.

## 출연

### 주연
- 미키 루니
- 프랭크 모건

### 조연
- 제임스 크레이그
- 마샤 헌트
- 페이 베인터
- 레이 콜린스
- 밴 존슨
- 도나 리드
- 재키 부치 젱킨스
- 도러시 모리스
- 존 크레이븐
- 앤 에어스
- 메리 내시
- 헨리 오닐
- 캐서린 알렉산더
- 앨런 백스터
- 대릴 히크먼
- 배리 넬슨
- 클렘 베번스
- 모리스 앵크럼
- 후퍼 앳츨리
- 바버라 베드퍼드
- 호바트 캐버노
- 앨버트 콘티
- 크랜시 쿠퍼
- 돈 드포
- 오토 호프만
- 클레어 맥다월
- 로버트 미첨
- 에머리 파넬
- 돈 테일러
- 제임스 워런
- 어니스트 휘트먼

## 기타
- 세트: 에드윈 B. 윌리스